# Vintrosa
Vintrosa est une localité suédoise des communes d'Örebro et de Lekeberg. 1 333 habitants y vivent.